# Římskokatolická farnost Nové Syrovice
Římskokatolická farnost Nové Syrovice je územní společenství římských katolíků s farním kostelem svatého Cyrila a Metoděje v moravskobudějovickém děkanství.

## Historie farnosti
První zmínka o Nových Syrovicích pochází z konce 15. století. Až do počátku 20. století obec spadala pod farnost v Častohosticích. Roku 1898 bylo rozhodnuto postavit v Nových Syrovicích kostel. V letech 1902 až 1906 byl vystavěn kostel v novorománském stylu, současně vznikla samostatná farnost. 

## Duchovní správci
Farnost spravovali salesiáni z komunity v Moravských Budějovicích. Od 1. srpna 2002 byl administrátorem excurrendo P. Ladislav Hubáček SDB. K 1. srpnu 2020 byl administrátorem excurrendo ustanoven R. D. Miloš Mičánek. 

## Bohoslužby
| Kostel                    | Místo         | Bohoslužba (den) | Hodina                         | Poznámka     |
| ------------------------- | ------------- | ---------------- | ------------------------------ | ------------ |
| svatého Cyrila a Metoděje | Nové Syrovice | neděle pátek     | 9.00 17.00 (zima)/18.00 (léto) | farní kostel |

## Aktivity ve farnosti
V roce 2007 byla opravena fasáda kostela a vymalovány vnitřní prostory.
Den vzájemných modliteb farností za bohoslovce a bohoslovců za farnosti brněnské diecéze i Adorační den připadá na 14. února.
Na území farnosti se koná Tříkrálová sbírka. V roce 2017 činil výtěžek sbírky v Nových Syrovicích 12 704 korun.